# Roelof Wunderink
Roelof Wunderink (Eindhoven, 1948. december 12. –) holland autóversenyző.

## Pályafutása
1975-ben a Formula–1-es világbajnokság hat versenyén szerepelt. Ebből összesen három alkalommal tudta magát kvalifikálni a futamra is. Kiesett mind a spanyol, mind az amerikai nagydíjon, míg az osztrák versenyen nem zárt értékelhető pozícióban.

## Eredményei

### Teljes Formula–1-es eredménylistája
(Táblázat értelmezése)

(Félkövér: pole-pozícióból indult; dőlt: leggyorsabb kört futott) 

| Év   | Csapat                  | Modell      | Motor       | 1   | 2   | 3   | 4      | 5      | 6   | 7   | 8   | 9   | 10     | 11  | 12     | 13     | 14     | Helyezés | Pont |
| ---- | ----------------------- | ----------- | ----------- | --- | --- | --- | ------ | ------ | --- | --- | --- | --- | ------ | --- | ------ | ------ | ------ | -------- | ---- |
| 1975 | HB Bewaking Team Ensign | Ensign N174 | Cosworth V8 | ARG | BRA | RSA | ESP Ki | MON Nk | BEL | SWE | NED | FRA |        | GER | AUT Hn | ITA Nk |        | -        | 0    |
| 1975 | HB Bewaking Team Ensign | Ensign N175 | Cosworth V8 |     |     |     |        |        |     |     |     |     | GBR Nk |     |        |        | USA Ki | -        | 0    |

## Külső hivatkozások
- Profilja a grandprix.com honlapon (angolul)
- Profilja a statsf1.com honlapon (angolul)